# Phyllocnistis embeliella
Phyllocnistis embeliella là một loài bướm đêm thuộc họ Gracillariidae, known from Quảng Đông, Trung Quốc. The host plant for the species is Embelia lacta.